# Flitsch (Heraldik)

Wappen von Furna GR mit goldenem Flitsch

Mit Flitsch wird der befiederte Teil eines Pfeiles oder Bolzens aus dem Gebiet Pfeil und Bogen bezeichnet. Die Flugfedern zur Flugstabilität sind eine Wappenfigur in der Heraldik und werden selten (nur hinterer Teil des Geschosses) ohne den Rest eines Pfeiles im Wappen dargestellt.
Bei der Wappenbeschreibung ist dieser Pfeilteil gesondert zu erwähnen, wenn die Tingierung im Schild abweicht. Blasoniert wird mit dem Fachbegriff der Heraldik: der Pfeil ist rot beflitscht (Beispiel).
Der Flitsch wird auch durch kleinere andere Figuren wie Herz, Stern oder ähnliches ersetzt oder so überdeckt, dass es nicht eindeutig ist und nur die Wappenbeschreibung klären kann.

Flitsch durch ein rotes Herz ersetzt
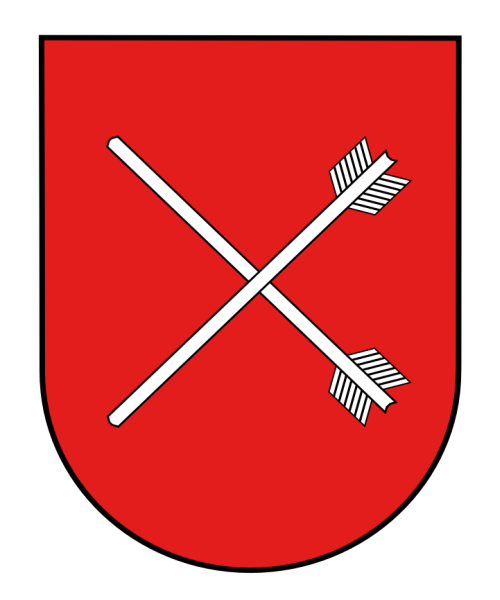
Flitsch mit Pfeilschaft in einem polnischen Herb